# Emmanuelle Soundjata
Emmanuelle Soundjata, de son vrai nom Guye, est une styliste éco designer martiniquaise, née en 1983. Elle est la fondatrice et créatrice du concept « Atelier Maré tèt », animant des ateliers autour de l'art du turban à Paris, dans le 18e arrondissement. 

## Biographie
Emmanuelle Guye, connue sous le nom de Soundjata, nait en 1983 et est originaire de la Martinique. Sa mère est martiniquaise et son père sénégalais.  
Elle part de son île natale pour partir vivre en France métropolitaine avant d'y revenir en 2016. 

### Ses premiers pas dans la mode
Emmanuelle Soundjata développe son talent de manière accidentelle à l'adolescence, à la suite d'une mésaventure avec le défrisage. Confrontée à cette situation, elle décide de s'attacher la tête avec un tignon. Cet épisode sert de déclencheur à son intérêt pour l'histoire du Maré tèt dans les Antilles, en particulier en Martinique. Elle apprend en autodidacte les fondements du stylisme. 
Elle travaille dans une boutique-galerie à Paris, à Chatelet les Halles et à titre d’égérie, grâce à son style, Emmanuelle s’est fait interpelée à plusieurs reprises par des gens dans la rue qui souhaitaient être modèles ou prendre une photo[réf. nécessaire]. 
Après avoir obtenu une licence en droit pénal à Paris, suivie d'un master 1, et avoir effectué divers voyages en Afrique, Emmanuelle Soundjata développe sa passion pour la culture ethnique, en particulier pour le Maré tèt,. 
« J’ai beaucoup voyagé sur le continent africain, Sénégal, Burkina Faso, Mali. Je suis Afro caribéenne, l’Afrique est en moi, ainsi que la Caraïbe, qui est une zone géographique très métissée. L’Afrique est le cœur de la Caraïbes, le Maré tèt, le symbole de la reconnaissance de notre africanité. C’est le condensé de toutes les cultures qui composent notre identité martiniquaise. » dit-elle.

### Création des ateliers Maré tèt
Emmanuelle Soundjata dépose sa marque à l'INPI en 2010  afin de « mettre en avant le port de tête et l'élégance créole » déclare-t-elle. Elle est spécialiste en Maré tèt et Body wrap qui sont des techniques de nouages sans recours à d'autres attaches. Son style caribéen s'appelle « Papayaa ».
En 2012, Emmanuelle Soundjata ouvre un concept store multi ethnik de jeunes créateurs africains et caribéens. Il s'agit d'un appartement située au troisième étage d'un immeuble du centre-ville à Fort-de-France.  
Son objectif consiste à présenter le maré tèt aux femmes de façon élégante et raffinée, encourageant ainsi leur port au quotidien. Cette démarche prend en compte les préjugés répandus en Martinique à l'égard de cette pratique.« C’est réservé au mouvement rasta, aux petites gens, cela signifie que l’on n’est pas coiffé. » explique t-elle.   
Pour changer la mentalité des gens, elle se documente et va à la rencontre des aïeux pour recueillir des témoignages sur les différentes techniques. Sa créativité s'inspire de son quotidien et de son environnement.  
La créatrice propose trois types d'ateliers chaque samedi, afin de familiariser toute personne avec des techniques simples ou plus élaborées à partir de turbans ou de tissus africains. Parmi ses ateliers, il y a l’atelier Maré tèt classique (turban uni), l’atelier Maré tèt madras moderne et l’atelier Maré tèt wax. Elle se déplace également pour des évènements spéciaux. Elle y organise aussi des ateliers beauté, estime de soi, des rencontres créateurs.  
En 2019, Emmanuelle Soundjata part au Japon afin de promouvoir la culture du maré tèt, technique qui se rapproche des coiffures traditionnelles japonaises, comme le tégara, avec une une bande de soie. Elle est reçue par l'association Japon Martinique Guadeloupe afin de participer à des ateliers et des conférences à Osaka, à Kobe puis à Tokyo.    

## Prix et distinctions
Emmanuelle Soundjata est l'invitée d'honneur à la 2e édition de l'International Women's Week, du 5 au 11 mars 2018 à Trinité-et-Tobago. Elle y présente la culture du « maré tèt » martiniquais dans une conférence et deux ateliers.
Elle reçoit une distinction honorifique lors du Caribbwiin 2022, à Antigues, récompensant les femmes les plus novatrices des Caraïbes. Le prix décerné et remis par le Global Win, pour Global Women Inventors & Innovators Network, une association à but non lucratif installée en Angleterre.